# Wjasniki
Wjasniki (russisch Вязники) ist eine Stadt in der Oblast Wladimir (Russland) mit 34.000 Einwohnern.

## Geografie

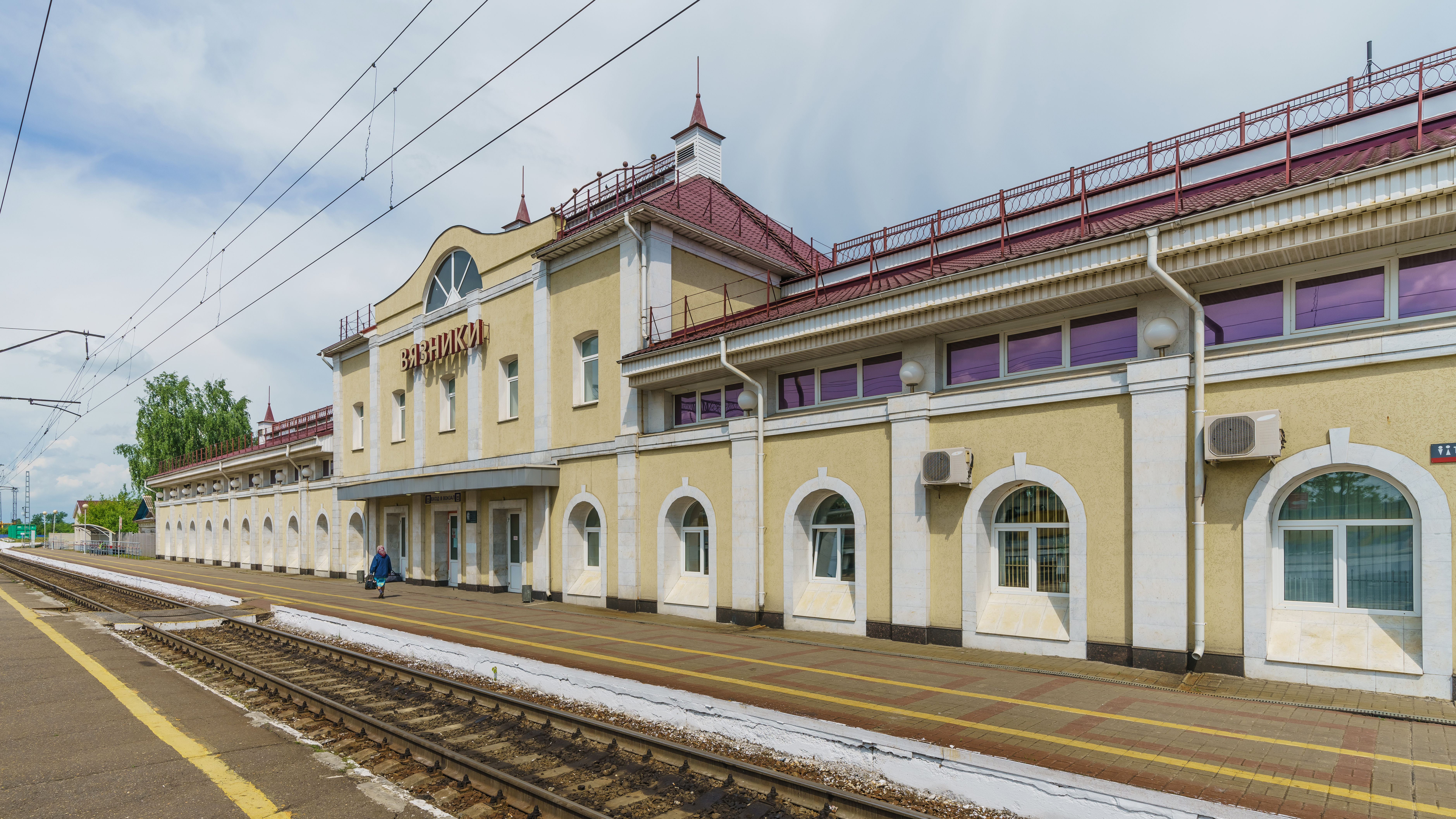
Bahnhof Wjasniki

Die Stadt liegt etwa 120 km östlich der Oblasthauptstadt Wladimir am rechten Ufer der Kljasma, eines linken Nebenflusses der in die Wolga mündenden Oka.
Wjasniki ist der Oblast administrativ direkt unterstellt und zugleich Verwaltungszentrum des gleichnamigen Rajons.
Die Stadt liegt an der 1862 eröffneten Eisenbahnstrecke Moskau–Nischni Nowgorod (Streckenkilometer 315), auf der heute ein Großteil der Züge der Transsibirischen Eisenbahn auf ihrem Westteil ab Moskau verkehrt. Durch Wjasniki führt auch die Fernstraße M7 Moskau–Nischni Nowgorod–Kasan–Ufa (Teil der Europastraße 22).

## Geschichte
Das Dorf Wjasniki wurde erstmals 1608 urkundlich erwähnt; seit 1611 galt es als Handelssiedlung (Sloboda). Ab 1622 war Wjasniki Wallfahrtsort zu einer „wundertätigen“ Ikone der Gottesmutter von Kasan.
Seit dem 17. Jahrhundert war Wjasniki zudem Zentrum des Flachsanbaus sowie der Herstellung von Flachs- und Hanferzeugnissen, z. B. Seilen, außerdem der Ikonenmalerei, Holzschnitzerei und des Gartenbaus (aus Wjasniki stammten in Russland verbreitete Sauerkirsch- und Gurkensorten).
1778 wurde das Stadtrecht verliehen. Seit Beginn des 19. Jahrhunderts war die Stadt einer der wichtigsten Standorte der Leinenindustrie Russlands.
In Wjasniki bestand das Kriegsgefangenenlager 165 für deutsche Kriegsgefangene des Zweiten Weltkriegs.
2004 wurde die Siedlung Nowowjasniki eingemeindet.

### Bevölkerungsentwicklung
| Jahr | Einwohner |
| ---- | --------- |
| 1897 | 8.862     |
| 1926 | 17.000    |
| 1939 | 33.502    |
| 1959 | 39.392    |
| 1970 | 42.714    |
| 1979 | 45.916    |
| 1989 | 45.438    |
| 2002 | 40.398    |
| 2010 | 41.248    |

Anmerkung: Volkszählungsdaten (1926 gerundet)

## Kultur und Sehenswürdigkeiten
In Wjasniki ist eine Reihe von Gebäuden von Ende des 18./Beginn des 19. Jahrhunderts erhalten, darunter viele Holzhäuser mit reichem Schnitzwerk und der ehemalige Landsitz des Fabrikanten S.I. Senkow. Die Mariä-Verkündigungs-Kathedrale (Благовещенский собор/Blagoweschtschenski sobor) stammt von 1682 bis 1689.
Die Stadt besitzt ein Heimatmuseum.
30 Kilometer nordwestlich der Stadt liegt im Rajon die Siedlung städtischen Typs Mstjora, die für ihre Volkskunsterzeugnisse bekannt ist.

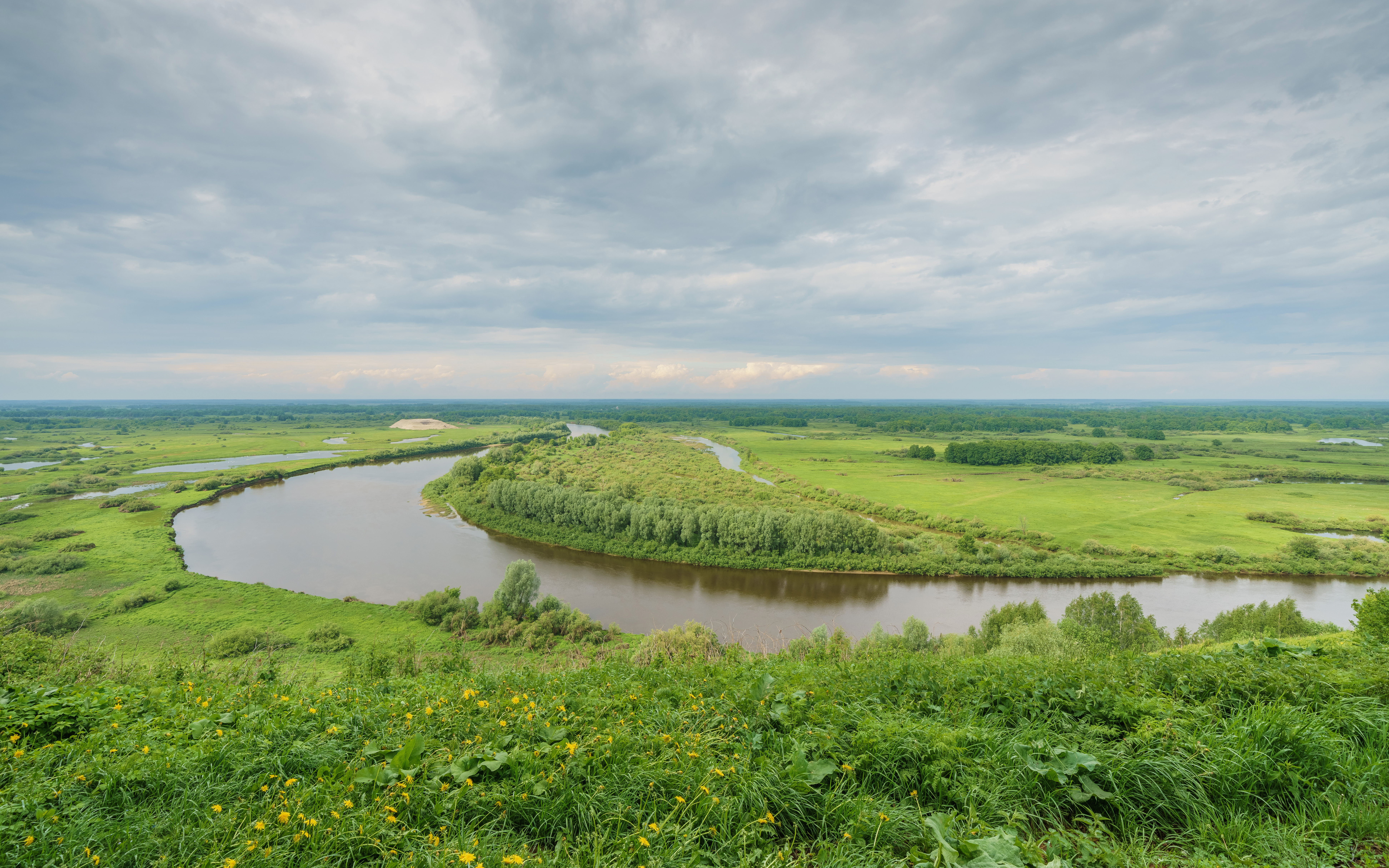
Die Kljasma in Wjasniki
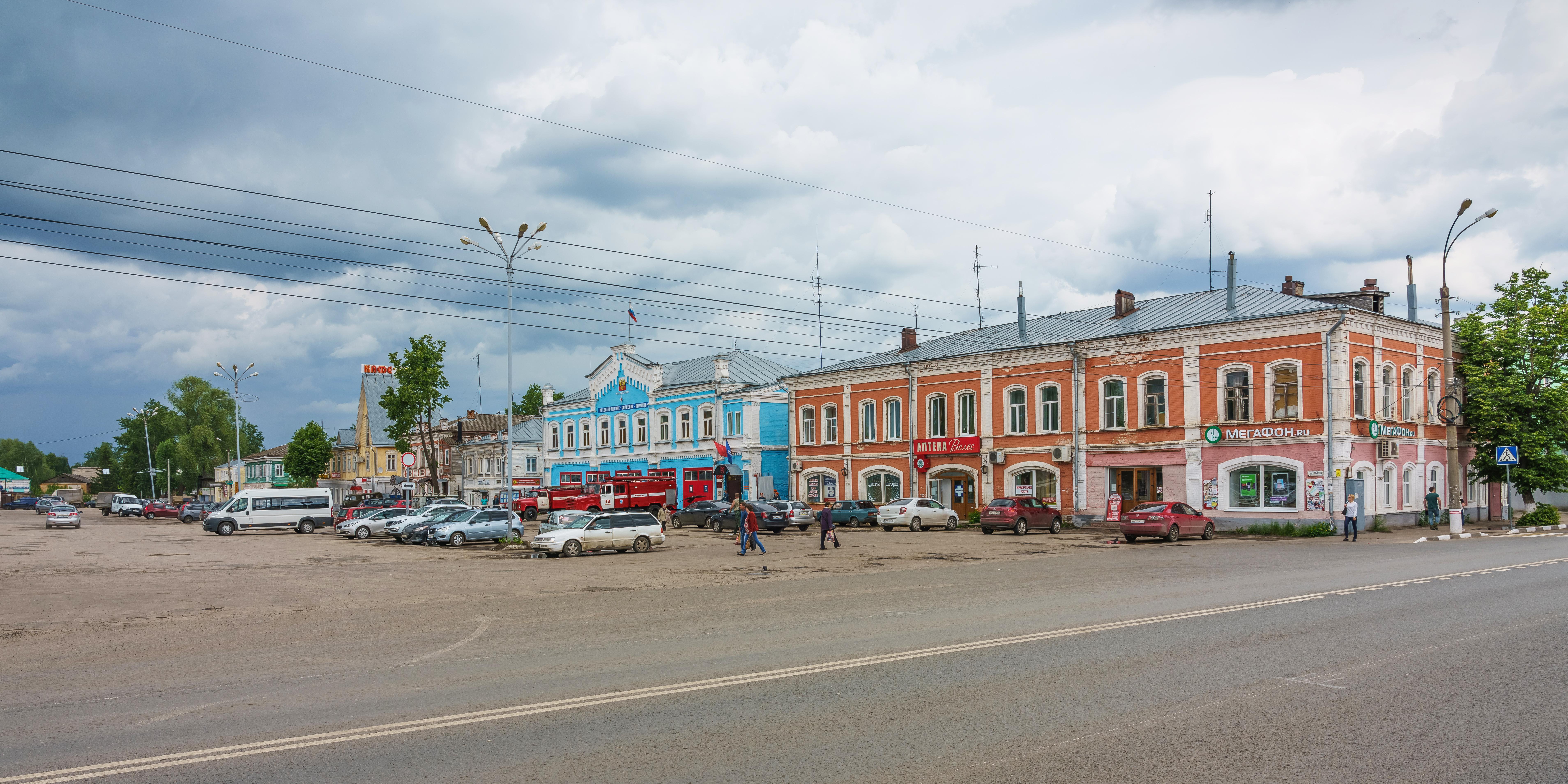
Ortszentrum, genannt Kathedralenplatz
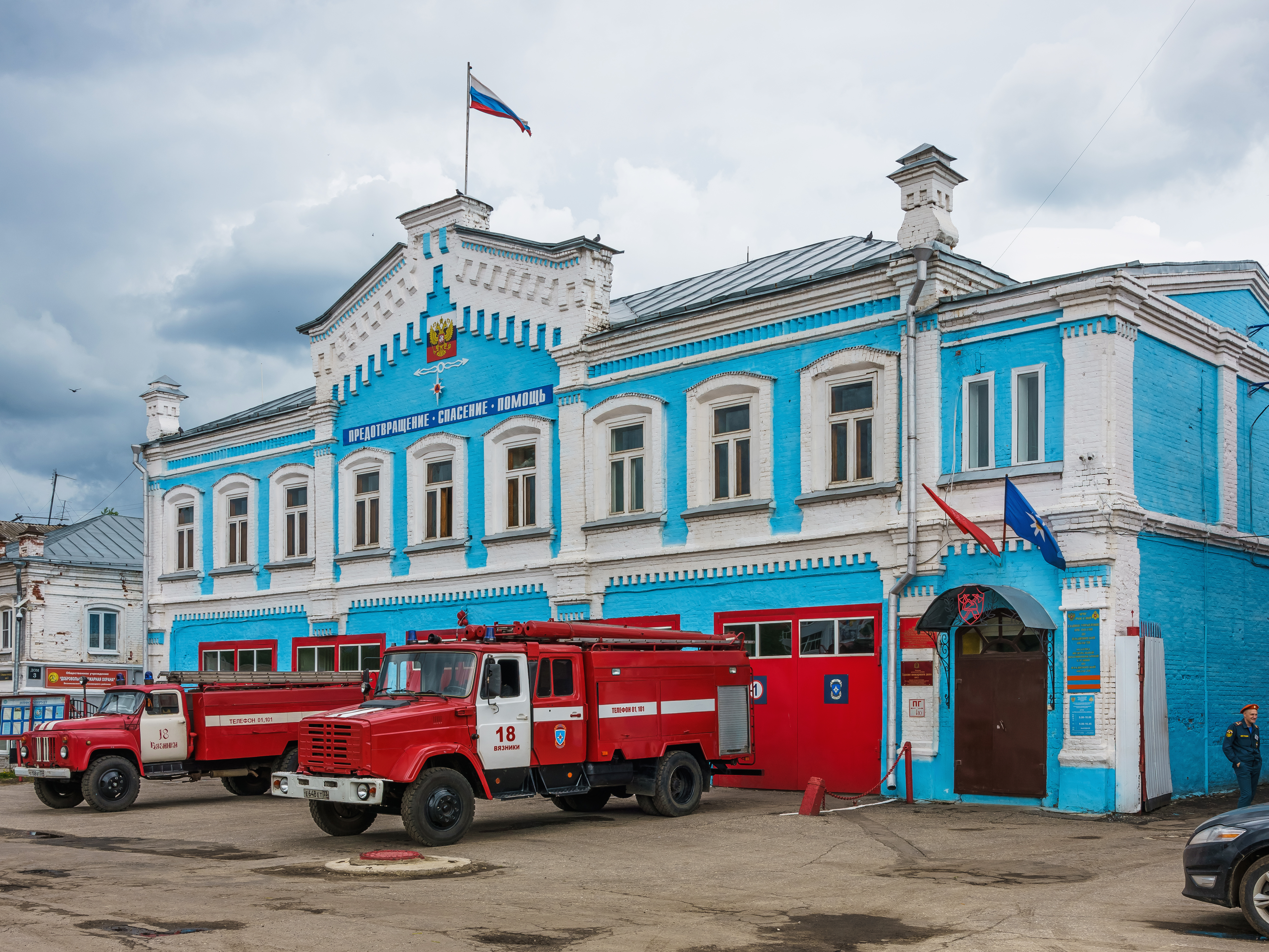
Feuerwache
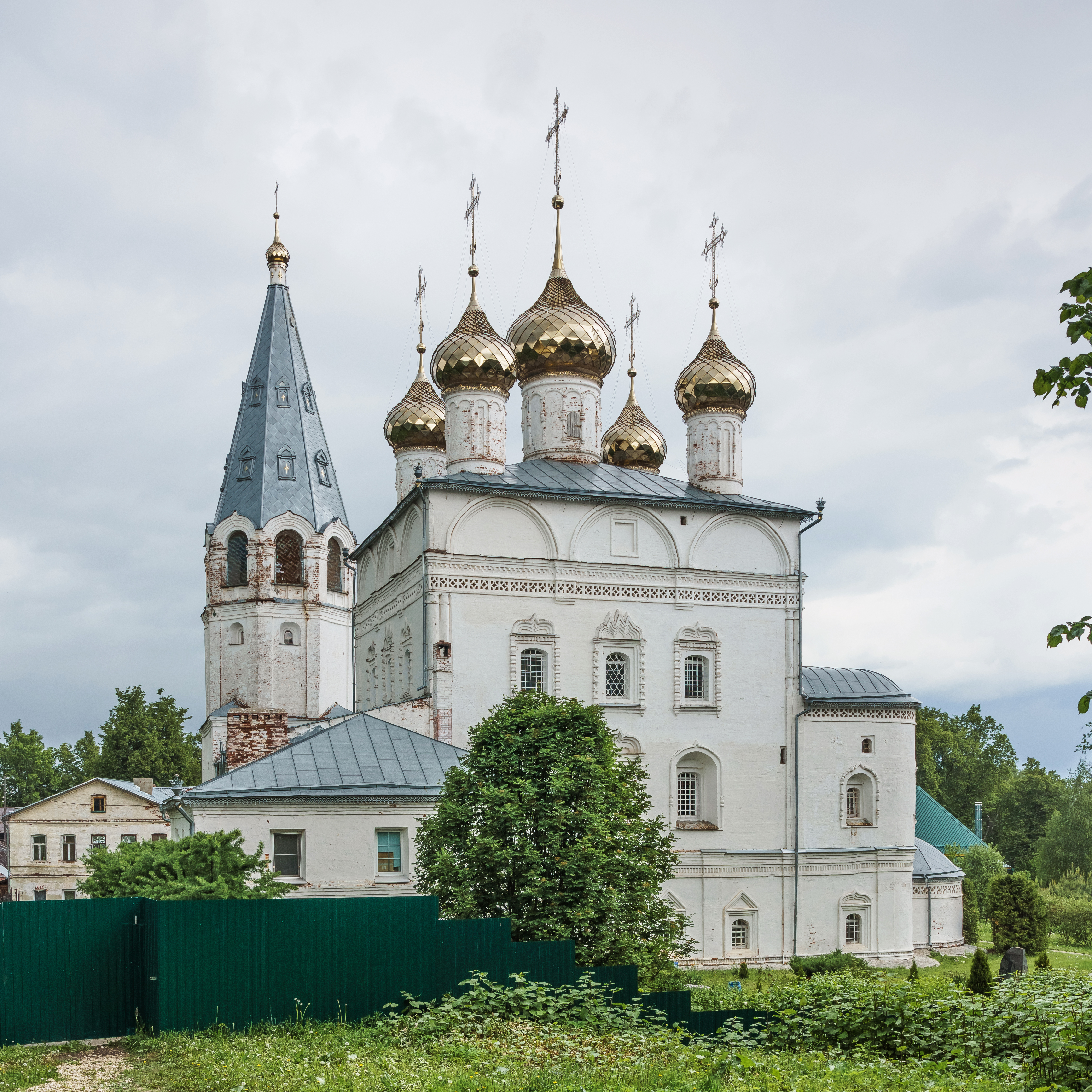
Mariä-Verkündigungs-Kathedrale

## Wirtschaft
In Wjasniki gibt es Unternehmen der Textilindustrie und des Textilmaschinenbaus, ein Werk für Fahrzeugelektrik, eine Möbelfabrik sowie Betriebe der Lebensmittelindustrie.

## Söhne und Töchter der Stadt
- Iwan Antoschkin (1900–1944), sowjetischer Generalmajor[3]
- Jewgeni Mischtschenko (1922–2010), russischer Mathematiker und Hochschullehrer
- Boris Feofanow (1925–2017), sowjetisch-russischer Generalleutnant[4]
- Waleri Kubassow (1935–2014), sowjetischer Kosmonaut
- Juri Zurilo (* 1946), russischer Schauspieler